# 팔공산 나들목
팔공산 나들목(Palgongsan IC)은 대구광역시 동구 지저동에 설치된 새만금포항고속도로의 교차로이다. 접속 도로와 평면교차로를 이루고 있으며, 나들목 명칭인 팔공산과는 다소 거리가 있다. 나들목 진출입로는 불로동과 접하고 있으며, 대구 시내 (동구 불로동, 지저동 일대)로 진출할 수 있다.
인근에 대구국제공항, 갓바위가 있다.

## 구조물 정보
- 위치: 대구광역시 동구 지저동
- 영업소: 대구광역시 동구 도평로 114 (도동)

## 접속하는 도로
- 팔공로

## 팔공산 요금소
팔공산 요금소(八公山料金所, Palgongsan TG)는 대구광역시 동구 도평로 114 (도동)에 위치한 새만금포항고속도로의 상의 요금소이다. 팔공산 나들목에서 동쪽으로 약 1.1km 떨어진 곳에 있다. 팔공산 나들목에서 요금소까지 이어지는 진출입로는 대구광역시도 제14호선으로 지정되어 있으며, 이 요금소의 회차로 근처의 지하통로 인근부터 공식적인 새만금포항고속도로 대구 - 포항 구간이 시작되기 때문에 이 요금소가 새만금포항고속도로 대구~포항 구간의 기점이다.

## 교통량 정보
팔공산 요금소 기준이다.
| 요금소          | 통행량 (대/일) | 통행량 (대/일) | 통행량 (대/일) | 통행량 (대/일) | 통행량 (대/일) | 통행량 (대/일) | 통행량 (대/일) | 통행량 (대/일) | 통행량 (대/일) | 통행량 (대/일) | 각주  |
| 요금소          | 2004년         | 2005년         | 2006년         | 2007년         | 2008년         | 2009년         | 2010년         | 2011년         | 2012년         | 2013년         | 각주  |
| --------------- | -------------- | -------------- | -------------- | -------------- | -------------- | -------------- | -------------- | -------------- | -------------- | -------------- | ----- |
| 팔공산 (폐쇄식) | 미개통         | 미개통         | 4,124          | 6,259          | 7,485          | 8,300          | 9,164          | 10,017         | 10,484         | 11,066         | [ 2 ] |
| 요금소          | 2014년         | 2015년         | 2016년         | 2017년         | 2018년         | 2019년         |                |                |                |                | [ 2 ] |
| 팔공산 (폐쇄식) | 11,893         | 12,893         | 13,368         | 13,718         | 13,831         | 14,502         |                |                |                |                | [ 2 ] |